# 電解質代謝

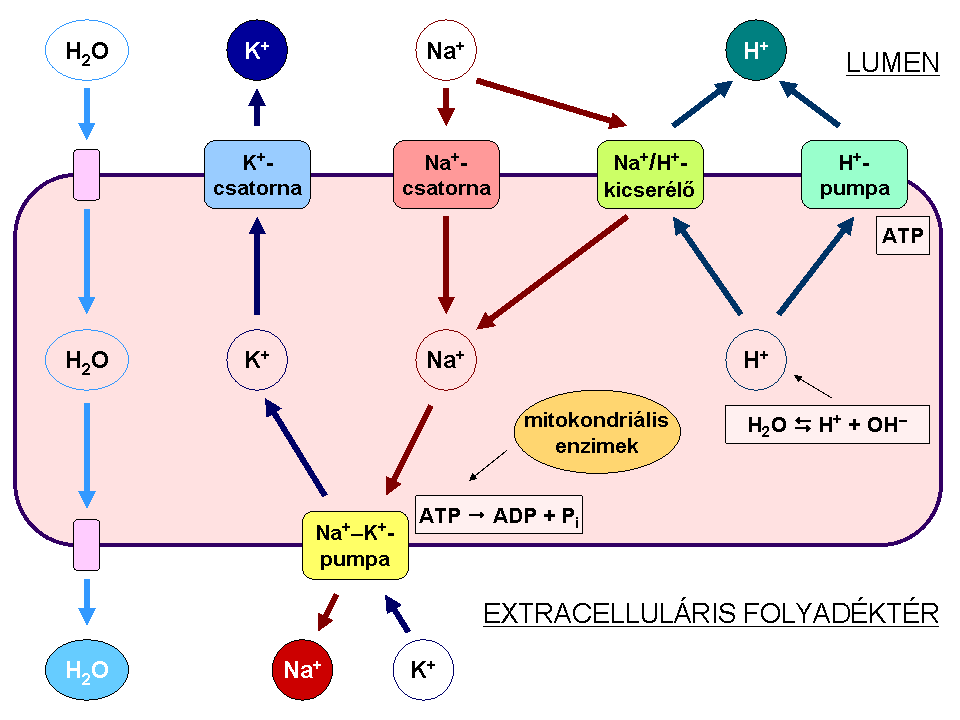
鉱質コルチコイドの代謝効果。ナトリウムポンプの機構を含む

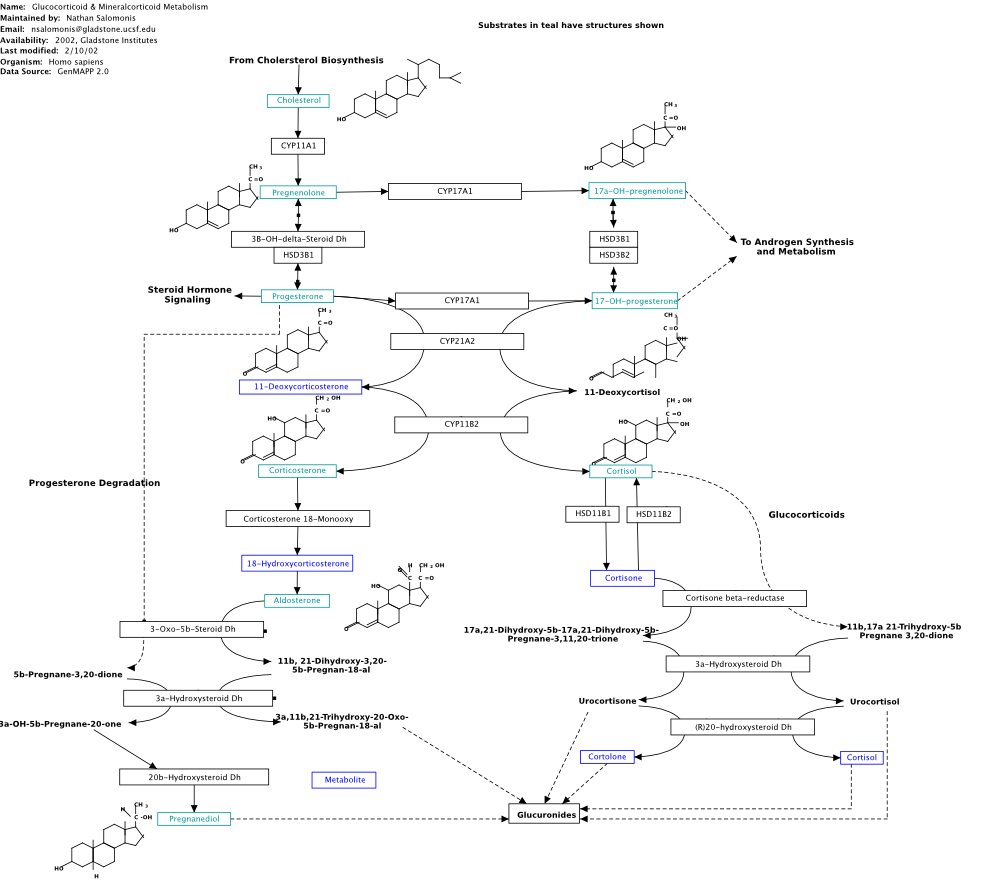
糖質コルチコイドと鉱質コルチコイドの代謝経路

電解質代謝（でんかいしつたいしゃ、英語: electrolyte metabolism、ドイツ語: Elektrolytstoffwechsel）は、溶媒中に溶解して電気伝導性をもった物質が生体個々の細胞に出入りし、生体内に分布する動態をいう。

## 概要
電解質は水などの溶媒に溶解してイオンを形成し、溶液に電気伝導性をもたせる物質である。通常の溶媒は水であり、生体内でも水が溶媒となる。電解質溶液、融解電解質などのイオン導電体が1対の電極により化学変化を起こすのが電解で、電解反応は、陽極では金属溶解、酸素発生などの酸化反応を示し、陰極では金属析出、水素発生などの還元反応を示す。
電解において流れる電気量と反応する物質量は比例し、ファラデーの電気分解の法則が示す通り1g当量（1化学当量に相当する質量）の物質を反応させるために要する電気量はいかなる種類の物質でも一定である。塩化ナトリウム（NaCl）を摂取した場合、生体内ではナトリウムイオン（Na+）と塩化物イオン（Cl-）とに解離して存在するが、これらのイオン自体を電解質ということが多い。生体内の電解質にはナトリウム、カリウム、カルシウム、マグネシウム、塩素、リン酸、炭酸などがある。
電解質代謝は電解質が生体において出入り、分布する動態をいい、鉱質代謝 mineral metabolism を含む。糖、タンパク、脂質などの代謝は主に生体内における物質の生合成や分解を指すが、電解質代謝では電解質自体は変質しない。また化学用語としての電解質はNaCl、水などに溶解し、イオンを発生する化合物を指すが、医学上はNa+やCl-自体を指して電解質ということが多い。電解質の体内動態は水の動態により規定されやすく、電解質代謝には水代謝も密接に関係する。電解質代謝は生体の内分泌、腎臓、神経により多様に調節されて体内での恒常性維持機構が守られる。

## 鉱質コルチコイド
副腎皮質球状層から分泌される鉱質コルチコイドはステロイドホルモンのうち、電解質作用をもつものをいう。代表的なものにアルドステロンがあり、Na+やカリウムイオン（K+） のバランスを調節する。腎臓の遠位尿細管が最も重要な標的器官となるが、同様の作用は消化管、唾液腺、汗腺に対しても起こる。
鉱質コルチコイドは Na+ の再吸収、K+ の分泌、アンモニウムイオン NH4+ としてのプロトン H+ の分泌を促進する。K+ や H+ の分泌増加は、Na+ の再吸収増大により負の粘膜ポテンシャルが増加することで起こるため、鉱質コルチコイドが過剰になると細胞外の［Na+］増加、細胞外液の増大が起こり、血清［K+］の減少を伴うアルカローシスが発生する。細胞外液増大により血圧は上昇する。鉱質コルチコイドの生成、分泌はレニン・アンジオテンシン・アルドステロン系により調節され、副腎皮質刺激ホルモンの関与は少ない。

## 主な電解質
- ナトリウム
- カリウム
- カルシウム
- マグネシウム

## 電解質代謝異常
各イオンの濃度が一定の範囲を超えて上昇、低下を示す各種病態を電解質代謝異常という。ナトリウム、カリウム、カルシウム、マグネシウムのほか、塩素、リン酸、炭酸などが重要な電解質代謝を営むが、次のようなものが、電解質代謝異常とされる。
| - 高ナトリウム血症 - 低ナトリウム血症 | - 高カリウム血症 - 低カリウム血症 | - 高カルシウム血症 - 低カルシウム血症 | - 高マグネシウム血症 - 低マグネシウム血症 | - 高クロル血症 - 低クロル血症 | - 高リン血症 - 低リン血症 |

高クロル血症、低クロル血症はそれぞれ高塩素血症、低塩素血症とも呼ばれ、高リン血症、低リン血症はリン酸に関わるものである。また多くの場合、電解質代謝異常は水代謝異常を伴い、水・電解質代謝異常と呼ばれる病態での発生、もしくはこれへの進行が多く見られる。
電解質代謝が正常に機能するためには、浸透圧調節に寄与する視床下部下垂体後葉系、視床下部飲水中枢（渇水中枢）の2系統に加え、摂食調節に寄与する視床下部摂食中枢が正常に作動することも必要である。

## 水代謝
水代謝（英：water metabolism、独：Wasserstoffwechsel）は水が生体内に出入りし、分布する動態をいう。水分は地球の全生体に不可欠な成分で、人体においては体構成成分の60 - 70%を占め、含量は年齢、性別、脂肪量により差がある。人体内の水分は飲料水、摂取食物中の水（食品の水分含量は果実・野菜類で80 - 95%、肉・魚類で60 - 80%、穀・豆類で12 - 16%）、代謝水が給源となる。水は体内で栄養素の運搬、代謝の媒体、浸透圧の維持、老廃物の搬出、体温調節など様々な生理的役割を果たす。正常な場合の水代謝はバソプレッシン（抗利尿ホルモン、ADH）分泌と口渇による飲水で調節される。この調節に関与する受容体は、前視床下部に局在する浸透圧受容体 osmoreceptor と左心房の容量受容体である。水過剰の状態ではADH分泌は抑制され、濃度の低い尿が多量に排泄されて体内の水分は減少し、口渇感が抑止されて飲水量は低下する。これと反対に水欠乏状態ではADH分泌が促進されて尿量は減少し、口渇感が刺激されて飲水量が増大する。また水代謝には腎機能に関するものの他に不感蒸散、消化管からの水分排泄があり、さらに副腎皮質や甲状腺の機能、腎における尿素やナトリウムの負荷量なども関与する。病態として、ADHの欠損した尿崩症では高度の多尿とそれに伴う多飲があり、また心因性多飲症では多飲に続発する多尿が認められる。このほか、各種の多尿性疾患や浮腫性疾患も水代謝に異常を来した病態で、ADH不適合分泌症候群（SIADH）などで体内の水が他の溶質、特にナトリウムに対して過剰になった病態が水中毒である。

## 不感蒸散
不感蒸散（英：insensible perspiration、独：insensible Wasserverdunstung）は、単位時間に単位面積の皮膚を拡散により通過する水分量を指し、不感蒸泄ともいう。発汗によるものは含まない。皮膚表皮の角質層には水分はほとんど含まれないが、深層は組織液に浸り、水分は角質層を拡散して皮膚表面に達する。これにより成人の日常生活では600ml/日の水分が体外へ失われる。本来、不感蒸散は皮膚からの拡散によって失われる水分のみを指すが、不感水分損失 insensible water loss と同義に用い、呼吸気道から失われる水分を含めることがある。

## 浸透圧調節機構
ヒトの血漿浸透圧濃度は289±4mOsm/kg・H2Oに保持され、この変動範囲は±10mOsm/kg・H2O以内である。ヒトを含む哺乳動物には体液の浸透圧を一定に保つ浸透圧調節機構（英：osmoregulatory system、独：osmotische Druckregulation）がある。浸透圧調節機構には、視床下部下垂体後葉系と視床下部飲水中枢（渇水中枢）系という2つの独立した系がある。下垂体後葉系は抗利尿ホルモン（ADH）を介するため、ADH系とも呼ばれる。視床下部視束上核、室傍核には浸透圧の変化を敏感に感受する浸透圧受容体を含む神経細胞群があり、その軸索は下垂体後葉に至り神経終末を形成する。ADHはこの神経細胞群で合成され、軸索流により神経終末へ達し、顆粒として貯えられる。分泌刺激には浸透圧変化のほか、アンギオテンシン系によるものがある。他方、視床下部にはADH系と別に飲水・喝水を統合する部位があり、細胞外液浸透圧上昇、循環血液量減少に刺激され、飲水の衝動や欲求が生じる。この飲水中枢（渇水中枢）は直接、アンギオテンシンII の刺激を受ける。体液浸透圧 body fluid osmotic pressure は、この脳下垂体後葉系（ADH系）および飲水中枢（渇水中枢）系の2系統協同の機構により一定に保持される。

## 第3因子
第3因子（英：third factor、独：dritter Faktor）は利尿ホルモン diuretic hormone ともいう。腎は体液のバランス保持のため様々な機能を司るが、その1つにナトリウム排泄の調節作用がある。この調節作用には糸球体濾過値、アルドステロンの2つの因子があるが、1961年、De Wardener らは尿細管におけるナトリウム再吸収を抑制するナトリウム利尿因子の存在を主張し、第3因子と名づけた。後に第3因子は近位尿細管での水、ナトリウム再吸収を抑制することは解明されたが、その因子についてはいまだ不明瞭である。第3因子は単一の存在ではなく、複数あると推測されている。